# Richard Herbert (död 1469)
Richard Herbert var en engelsk ädling, bror till William Herbert, 1:e earl av Pembroke (1423–1469), förfader till Richard Herbert, lord Herbert av Cherbury.
Han blev, tillsammans med brodern, tillfångatagen under Rosornas krig av anhängare till Henrik VI, och båda bröderna avrättades i Northampton den 28 juli 1469 på grund av deras trohet mot Edvard IV.